# RL-10
RL-10 (LH2/LOX) — американский жидкостный ракетный двигатель, разработанный компанией Rocketdyne. Применяет цикл фазового перехода. Использовался в ракете-носителе Сатурн I, в верхней ступени Дельта-4, разгонном блоке Центавр для РН Атлас и Титан, Мак Доннел Дуглас DC-X («Дельта Клипер»).

## История

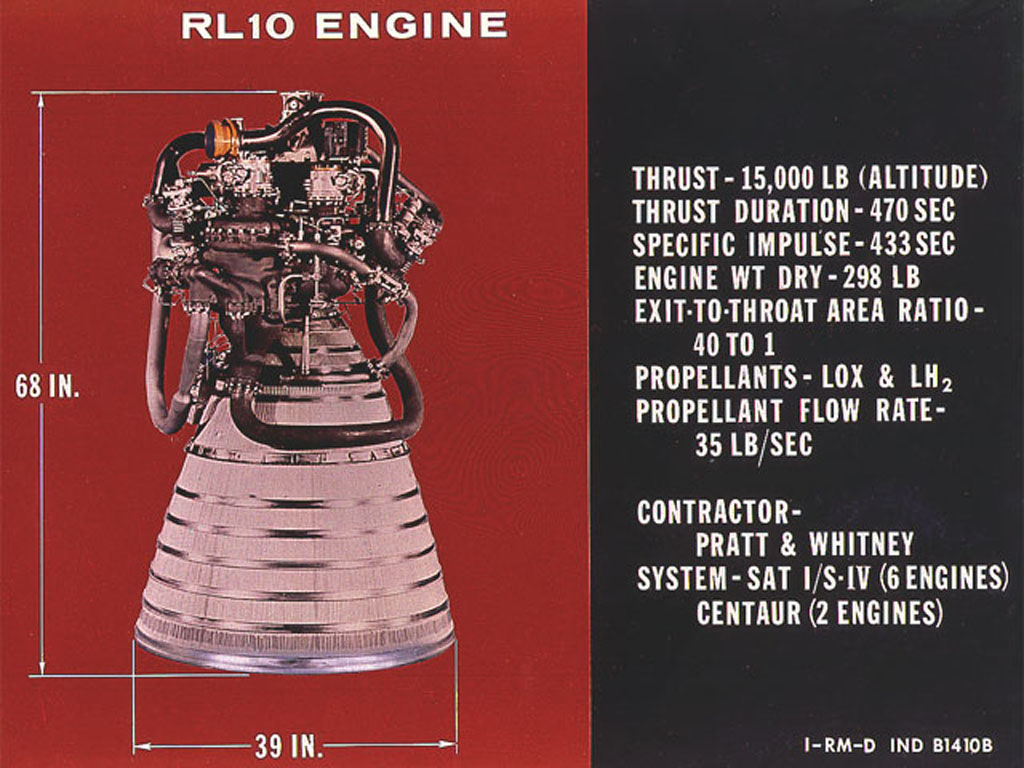
Спецификации Ракетного двигателя RL10

Разработка ракетного двигателя RL-10 фирмой Пратт Уитни была начата в 1959 году. Первый неудачный суборбитальный испытательный запуск состоялся в 1962, первый удачный запуск был осуществлен 27 ноября 1963.
Двигатель RL-10 работает на жидком водороде и жидком кислороде, имеет удельный импульс порядка 433 сек. (4 250 м/сек) и развивает тягу примерно 6800 кг.
Двигатель RL-10 не только многократно испытывался на Земле, но и успешно применялся в ряде космических пусков, за время эксплуатации доведён до высокой степени надёжности.
Обновлённые версии двигателей, такие как RL10B-2, RL10A-4-2, используются в некоторых современных средствах выведения.
С начала 2010-х годов в Aerojet Rocketdyne занимаются исследованиями с целью удешевления стоимости производства двигателя. Примерно в начале 2017 года было проведено успешное испытание камеры сгорания, изготовленной путём 3D-печати с помощью селективного лазерного спекания медных сплавов.